# Мехтерзен
Мехтерзен (нем. Mechtersen) — община в Германии, в земле Нижняя Саксония.
Входит в состав района Люнебург. Подчиняется управлению Бардовик. Население составляет 653 человека (на 31 декабря 2010 года). Занимает площадь 14,42 км².